# Cher Lloyd
Cher Lloyd (Malvern, 1993. július 28. –) brit énekesnő és rapper.
2010-ben vált ismertté, a brit The X Factor hetedik évada után, ahol negyedik lett. Nem sokkal a verseny után a Syco Music lemezkiadónál írt alá szerződést. Debütáló kislemeze, a Swagger Jagger 2011 júniusában jelent meg. A negatív kritikák ellenére a dal a brit kislemezlista első helyére került, az ír listán pedig második lett. Második kislemeze, a With Ur Love október 31-én jelent meg, Mike Posner közreműködésével. A dal a brit listán a negyedik helyig jutott el. Első albuma, a Sticks + Stones a brit albumlista 4. helyezettje lett, az ír albumlistán pedig hetedik helyre került. Két kislemeze nagyon gyorsan 42 milliós nézettséget szerzett az énekesnő számára a YouTubeon. 2018 márciusában ezek nézettsége meghaladja a 200 milliót. A harmadik kislemeze a Want U Back 2012. február 19-én jelent meg Astro közreműködésével.

## Családja és fiatalkora
Az angliai Malvernben született, és azóta is ott él szüleivel, Darrenel és Dinával, valamint testvéreivel. Öccse Josh és két húga van, Sophie és Rosie. Cher a város több iskolájában is tanult, többek között művészeteket.
Az X-Faktor előtt egy ahhoz hasonló tehetségkutatón, a Sin and Bushwackers' Text Factor-on vett részt, ahol második lett.

## Karrierje

### Az X-Faktor

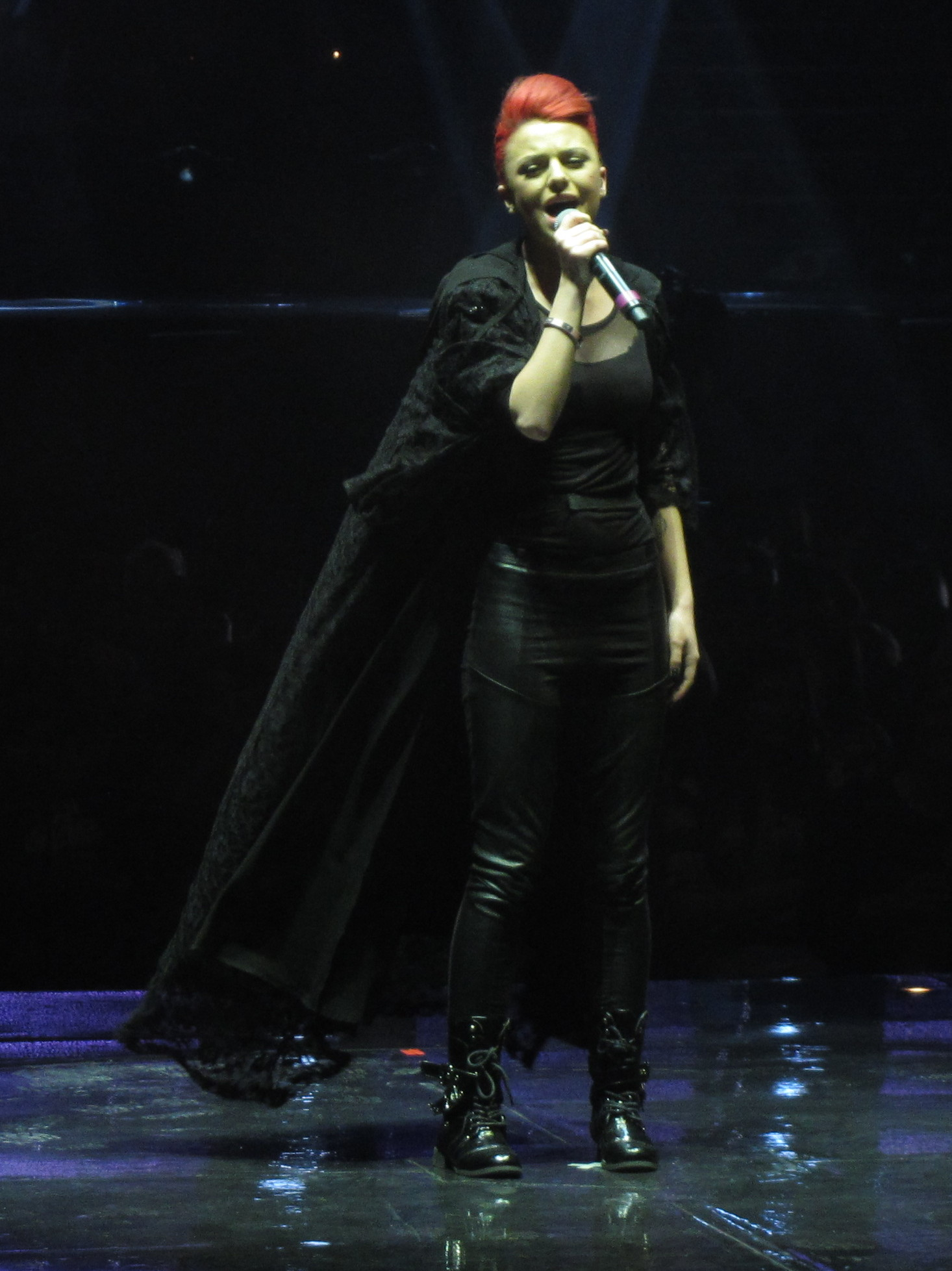
2011-ben az X-Faktorban

Az X-Faktorban korábban már kétszer is próbálkozott, amikor az alsó korhatár még alacsonyabb volt, de nem jutott tovább. A 2010-es széria első válogató adásában a Turn My Swag On című dalt, a következő alkalommal a Viva La Vida rapváltozatát adta elő, melyhez hozzáadta saját szövegének egy részét. A mentorok házában a Cooler Than Me számával készült, és annak ellenére bekerült az élő showba, hogy kétszer kellett elkezdenie a számot. A mentora Cheryl Cole lett.
A műsor során több számot is átdolgozott, többek között a Just Be Good to Me-t és a Girlfriendet. Első dala, melyben nem rappelt, a Stay volt, melyet Simon Cowell a széria legjobb előadásának titulálta. A legjobb négy helyezett egy híres előadóval énekelhetett közösen, Cher will.i.ammel adta elő a Where Is the Love? és az I Gotta Feeling egyvelegét. Végül negyedikként távozott, a legkevesebb nézői szavazattal.

### 2010-2012:Sticks + Stones, amerikai lemezszerződés

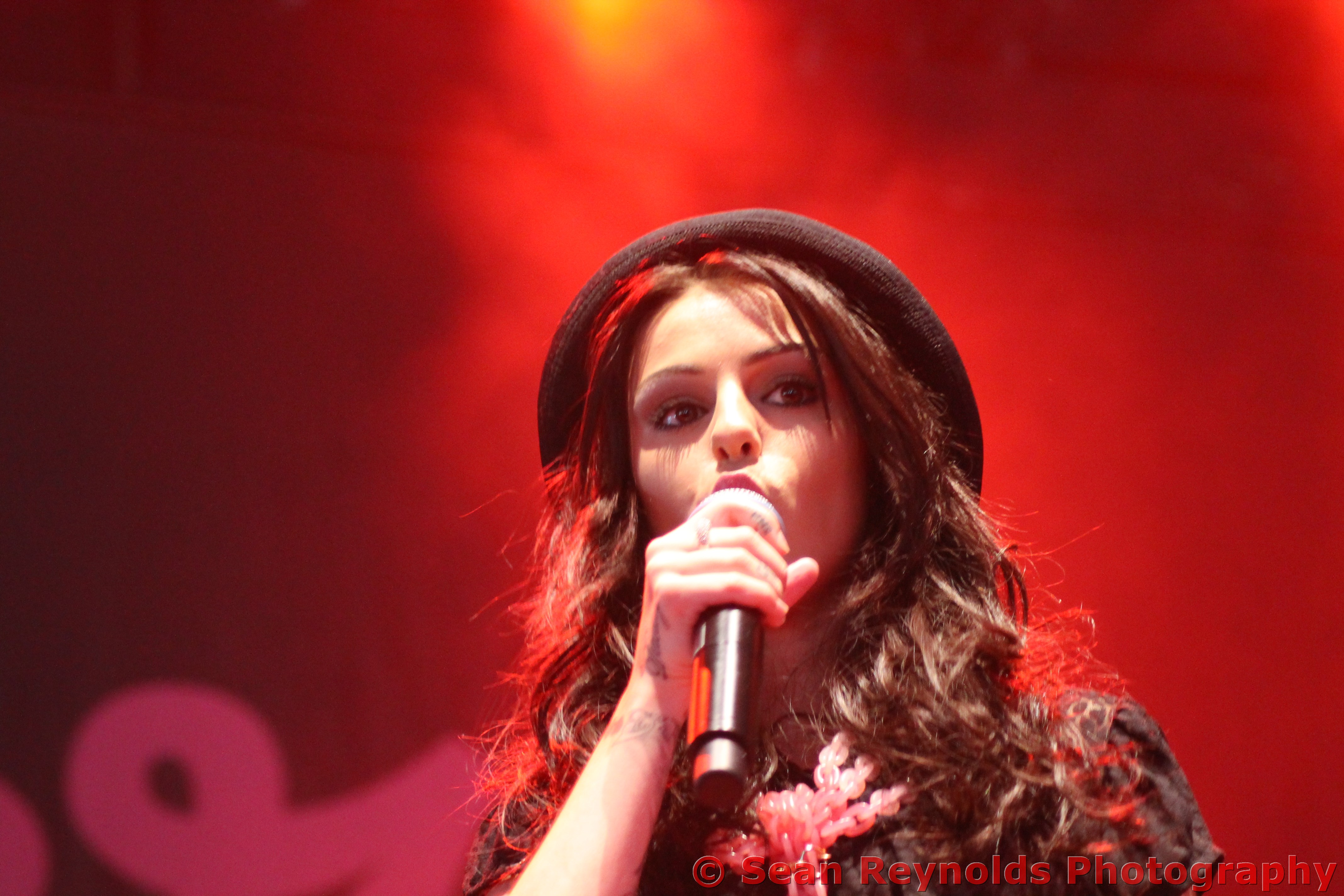
Cher Llyod V Fesztivál 2012

A döntő után bejelentették, hogy lemezszerződést írt alá, és kiadója a Syco Music lett. Debütáló albumán Autumn Rowe és RedOne dolgozott, melynek kiadását 2011 novemberére tervezték. A Swagger Jagger album végül 2011. június 20-án jelent meg, miután 15-én kiszivárgott a dal egy korábbi változata. Lloyd a Twitteren közölte, hogy az internetre felkerült dal csak egy demó. A kislemez 2011. július 31-én jött ki, és augusztus 7-én már a brit kislemezlista első helyére ugrott.
2011. július 28-án Cher öt előzetest osztott meg rajongóival, melyeken Busta Rhymes, Mike Posner, Ghetts, Mic Righteous és Dot Rotten működött közre. Nem sokkal később a Twitteren jelentette be, hogy második kislemeze a With Ur Love lesz, Mike Posner közreműködésével. Ez a lemeze 2011. október 30-án jelent meg, a rádiók viszont már szeptember 21-én játszották. Első albuma a Sticks + Stones címet kapta, amely 2011. november 7-én került forgalmazásba.
November 21-én jelentették be, hogy Cher 2012 márciusában és áprilisában az Egyesült Királyságban turnézik, ahol 12 helyszínen lép fel. 2011 decemberében jelentették be a Sticks + Stones 2012-es Egyesült Államokbeli megjelenését az Epic Records gondozásában. 2011. december 13-án a Dub on the Track című dalhoz jelent meg egy videóklip, melynek premierje az SBTVn volt.
2011. decemberben írta alá a szerződést a Want U Back szóló verziójáról, amely amerikai debütáló single-je lett. A dal 2012 májusban jött ki, és a BillBoard Hot 100-as listáján a 75. helyen kezdett, 20 héten át szerepelt a listán, legjobb helyezése a 12. hely volt.

### 2013-tól

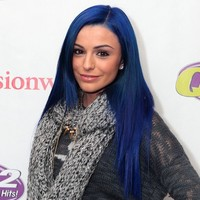
2013-ban

2014. májusban jelent meg második albuma Sorry I'm Late címmel, amely a US Albums Top100-as listáján a 12. helyezést érte el. Az album megjelenése után nem sokkal a lekerült az Epic honlapjáról, amely már előrevetítette azt, hogy kiadóváltás következik be. 2014. novemberben jelent meg a hír, hogy aláírt a Universal Music Grouphoz és harmadik stúdióalbumán dolgozik. 2016. júliusban jelent meg Activated című dala. 2017 májusában twitter-oldalán jelentette be, hogy az ie:music kiadóval kötött szerződést.

## Magánélete
2013. november 18-án titokban házasságot kötött Craig Monkkal. 2018 januárjában jelentette be, hogy 5 hónapos terhes, első gyermeküket májusra várják.

## Turnék
- The X Factor Live Tour 2011 (2011 február-április)
- Sticks and Stones Tour (2012 március-április)